# Good Girl Gone Bad
Good Girl Gone Bad je v pořadí třetí sólové album zpěvačky Rihanny, které vyšlo 5. června 2007.

## Informace o albu
Na albu Rihanna spolupracovala například s Timbalandem, Jay-Z nebo Justinem Timberlakem, který ji nazpíval i zadní vokály k písni Rehab. Dalším známým jménem je r&b zpěvák Ne-Yo, který Rihanně napsal velký hit Unfaithful, který se objevil na desce A Girl Like Me.

## Úspěchy
Prvním singlem z alba se stala píseň Umbrella, se kterou ji pomohl i raper Jay-Z. Umbrella se stala po SOS jejím druhým číslem jedna v Billboard Hot 100. Ve Velké Británii se držela s touto písní na nejvyšší pozici celých deset týdnů a stala se tak nejúspěšnějším interpretem po roce 2000.
Samotné album debutovalo v USA na druhém místě, když se ho v prvním týdnu prodeje prodalo 162,000 kusů. V České republice se albu dařilo, nejvýše se dostalo na 3. místo.

## Seznam písní
1. "Umbrella" (feat. Jay-Z) – 4:35
2. "Push Up on Me"– 3:15
3. "Don't Stop the Music"– 4:27
4. "Breakin' Dishes" – 3:20
5. "Shut Up and Drive" – 3:33
6. "Hate That I Love You" (feat. Ne-Yo) – 3:39
7. "Say It" – 4:10
8. "Sell Me Candy" – 2:45
9. "Lemme Get That " – 3:41
10. "Rehab" – 4:54
11. "Question Existing" – 4:08
12. "Good Girl Gone Bad" – 3:35
13. "Cry" – 3:54
14. "Haunted" – 4:09

## Umístění ve světě
| Stát           | Umístění |
| -------------- | -------- |
| Velká Británie | 1        |
| Kanada         | 1        |
| Irsko          | 1        |
| Švýcarsko      | 1        |
| Svět           | 1        |
| USA            | 2        |
| Rakousko       | 3        |
| Česko          | 3        |
| Německo        | 4        |
| Austrálie      | 5        |
| Chorvatsko     | 5        |
| Polsko         | 6        |
| Finsko         | 7        |
| Japonsko       | 7        |
| Nový Zéland    | 8        |
| Dánsko         | 9        |
| Řecko          | 10       |
| Francie        | 15       |
| Nizozemsko     | 21       |
| Portugalsko    | 24       |
| Itálie         | 27       |
| Švédsko        | 26       |
| Španělsko      | 34       |

| Prodejnost | Počet      |
| ---------- | ---------- |
| Celkem     | 1,502,000+ |